# Одел (Небраска)
Одел (енгл. Odell) град је у америчкој савезној држави Небраска.

## Демографија
По попису из 2010. године број становника је 307, што је 38 (-11,0%) становника мање него 2000. године.
| Група             | 2000.       | 2010.       |
| Белци             | 336 (97,4%) | 299 (97,4%) |
| Афроамериканци    | 0 (0,0%)    | 0 (0,0%)    |
| Азијати           | 0 (0,0%)    | 0 (0,0%)    |
| Хиспаноамериканци | 5 (1,4%)    | 0 (0,0%)    |
| Укупно            | 345         | 307         |